# シクロオクタデカノナエン

シクロオクタデカノナエンの構造式

シクロオクタデカノナエン (cyclooctadecanonaene、別名を [18]アヌレン ([18]annulene)）とはアヌレンの一種で、18個の炭素が二重結合と単結合とを交互に介して環状に連なった共役構造を持つ炭化水素化合物。この環状化合物はヒュッケル則に従っているため、結晶構造や NMR などに芳香族化合物としての性質を示す。構造上の立体ひずみはほとんどない。安定な赤褐色針状晶。IUPAC名は シクロオクタデカ-1,3,5,7,9,11,13,15,17-ノナエン、分子式は C18H18。
理論的研究では、[18]アヌレンにおいて芳香族性と関連する完全に非局在化したπ結合は3つのみで、その他の6つのπ結合は環の縁上に共役3中心2電子 (3c-2e) π結合に相当することが示されている。
[18]アヌレンは F. Sondheimer により最初に合成法が報告された。その方法では 1,5-ヘキサジインをピリジン中、酢酸銅(II) の作用で酸化的に三量化させ（エリントンカップリング）、カリウム tert-ブトキシドにより異性化させてヘキサデヒドロ[18]アヌレンに変えた後、リンドラー触媒を用いた水素化によって [18]アヌレンを得る。